# Zephyranthes
Zephyranthes é um género botânico pertencente à família Amaryllidaceae.

## Espécies
- Zephyranthes atamasco - Estados Unidos (Flórida)
- Zephyranthes aurea - ?
- Zephyranthes bifolia
- Zephyranthes candida - América do Sul (Argentina)
- Zephyranthes chlorosolen - Estados Unidos
- Zephyranthes citrina - México
- Zephyranthes clintae
- Zephyranthes drummondii - Estados Unidos
- Zephyranthes flavissima
- Zephyranthes grandiflora
- Zephyranthes guatemalensis
- Zephyranthes huastecana - México
- Zephyratnhes insularum - Costa Oeste do México
- Zephyranthes jonesii - Estados Unidos
- Zephyranthes katherinae - México
- Zephyranthes labuffarosea - México
- Zephyratnehs lindleyana - México
- Zephyranthes longifolia - Costa Oesie dos Estados Unidos até as montanhas do NM
- Zephyranthes macrosiphon - México
- Zephyranthes mesochloa - América do Sul
- Zephyranthes minima
- Zephyranthes moctezumae - México
- Zephyranthes nelsonii
- Zephyranthes primulina - México
- Zephyranthes pulchella
- Zephranthes robustus
- Zephyranthes reginae - México
- Zephyranthes rosea
- Zephyranthes sylvatica - Brasil - Ceará
- Zephyranthes traubii
- Zephyranthes verecunda